# برهان فرگشتی علیه طبیعت‌گرایی
برهان فرگشتی علیه طبیعت‌گرایی (به انگلیسی:Evolutionary argument against naturalism، به اختصار: EAAN) برهانی فلسفی است که بر مسئله‌ای در باور داشتن هم زمان فرگشت و طبیعت‌گرایی فلسفی تصریح می‌کند. برهان ابتدا توسط الوین پلانتینگا در ۱۹۹۳  میلادی پیش نهاده شد و «مشکلاتی جالب توجه را برای معرفت‌شناسان، فیلسوفان ذهن، زیست‌شناسان فرگشتی، و فیلسوفان دین پیش می‌کشد». برهان فرگشتی علیه طبیعت‌گرایی استدلال می‌کند که باور ترکیبی به هم تئوری فرگشت و هم طبیعت‌گرایی هر دو با هم، به لحاظ معرفتی خودردکننده است. استدلال برای این آن است که اگر فرگشت و طبیعت‌گرایی هر دو درست باشند، آن‌گاه احتمال داشتن قوه‌های شناختی قابل اتکا کم هستند.